# پرسی ویلیام بریجمن
پرسی ویلیام بریجمن (انگلیسی: Percy Williams Bridgman متولد ۱ آوریل ۱۸۸۲ – درگذشته ۲۰ اوت ۱۹۶۱)؛ یک فیزیک‌دان آمریکایی بود که در سال ۱۹۴۶ به خاطر اختراع دستگاه تولید فشار بسیار زیاد و کشف در زمینه فیزیک فشارهای زیاد، موفق به دریافت جایزه فیزیک نوبل گردید.
بریجمن در سال ۱۹۰۰ وارد دانشگاه هاروارد شد و تا مقطع دکترا در رشته فیزیک تحصیل کرد. از سال ۱۹۱۰ تا زمان بازنشستگی، او در هاروارد تدریس کرد و در سال ۱۹۱۹ به استادی کامل رسید. در سال ۱۹۰۵، او شروع به بررسی خواص ماده تحت فشار بالا کرد. یک نقص ماشین آلات باعث شد که او دستگاه فشار خود را اصلاح کند. نتیجه دستگاه جدیدی بود که او را قادر می‌ساخت تا در نهایت فشاری بیش از ۱۰۰۰۰۰ کیلوگرم بر سانتی متر مربع (۱۰ گیگا پاسکال؛ ۱۰۰۰۰۰ اتمسفر) ایجاد کند. این پیشرفت بزرگی نسبت به ماشین‌آلات قبلی بود که می‌توانست فشاری معادل ۳۰۰۰ کیلوگرم بر سانتی‌متر مربع (۰٫۳ گیگا پاسکال) داشته باشد. این دستگاه جدید منجر به یافته‌های جدید فراوانی شد، از جمله مطالعه تراکم پذیری، هدایت الکتریکی و حرارتی، استحکام کششی و ویسکوزیته بیش از ۱۰۰ ترکیب مختلف. بریگمن همچنین به دلیل مطالعات خود در مورد هدایت الکتریکی در فلزات و خواص کریستال‌ها شناخته شده است.
بریجمن یک «متفکر تحلیلی نافذ» با «تخیل مکانیکیِ بارور» و مهارت دستیِ استثنایی بود. همچنین وی یک لوله‌کش و نجار ماهر بود که از کمک افراد حرفه ای در این امور اجتناب می‌کرد. او به موسیقی نیز علاقه‌مند بود و پیانو می‌نواخت و به باغچه‌های گل و سبزی خود افتخار می‌کرد.
به علاوه او تأملاتی فلسفی نیز داشت. فی المثل همچون ویتگنشتاین معتقد بود که «نه تنها پرسش‌های بی‌معنی وجود دارد، بلکه بسیاری از مسائلی که عقل بشری خود را با آن‌ها شکنجه داده است، صرفاً «شبه مسئله» (pseudo problems) هستند، چراکه می‌توان آن‌ها را در قالب پرسش‌هایی بیان کرد که بی‌معنی هستند.»

## مرگ
بریجمن مدتی با سرطان متاستاز، دست به گریبان بود. او از منع اوتانازی ناراضی بود و می‌گفت: «من می‌خواهم از موقعیتی که در آن قرار گرفته‌ام برای طرح یک اصل کلی استفاده کنم: زمانی که پایان نهایی به همان اندازه که اکنون به نظر می‌رسد اجتناب ناپذیر است، فرد حق دارد از پزشک خود بخواهد که به زندگی اش خاتمه دهد.» [1, p.۱۵۳] در نهایت بریجمن با شلیک گلوله خود را کشت و به زندگی دردآلود خود پایان داد. او در یادداشت خودکشی‌اش چنین نوشت: این از شأن یک جامعه به دور است که افراد را وادار کند که خود، دست به این کار بزنند. احتمالاً، این آخرین روزی است که قادرم این کار را انجام دهم.